# Trachis
Trachis (Oudgrieks: Τραχίς, Trachís, Τραχίν, Trachín), is een Oud-Griekse stad in het zuiden van Thessalië, in het land van de Maliërs. De stad lag in het dal van de Spercheios-rivier van het zuidwestelijk gelegen Oetamassief.

## Trachis
In de nabijheid van deze stad vond volgens de mythe de dood van Herakles op de brandstapel plaatst. De stad wordt ook genoemd in Trachiniae of Vrouwen van Trachis, een tragedie van de Griekse tragediedichter Sophocles.

## Heraclea Trachinia
In het zesde jaar van de Peloponnesische Oorlog (426 v.Chr.) stichtten de Spartanen, 6 stadiën van de oude stad, een nieuw Trachis, Heraclea Trachinia genoemd (Oudgrieks: Ἡράκλεια ἡ ἐν Τραχινίᾳ / Hērákleia ē én Trachiníai), als strategische verdedigingspost van de Thermopylae. In 394 v.Chr. maakten de Boeotiërs zich er meester van. De stad werd door Iason van Pherai in 371 v.Chr. met de grond gelijkgemaakt.
De verrader van de Grieken tijdens de slag bij Thermopylae, Ephialtes, kwam uit Trachis.
Tijdens de Lamische oorlog vond hier een slag plaats. In 191 v.Chr. werd het door de Romeinse consul Manius Acilius Glabrio in de Syrische Oorlog verwoest.
De stad stond bekend om de tombe van Deianeira en haar beroemde tempel van Artemis.